# Syrichthoschema burgeoni
Syrichthoschema burgeoni är en skalbaggsart som beskrevs av Emile Janssens 1942. Syrichthoschema burgeoni ingår i släktet Syrichthoschema och familjen Dynastidae. Inga underarter finns listade i Catalogue of Life.